# Max Adam (Admiral)
Max Adam (* 28. Dezember 1894 in Hamburg; † 1978) war ein deutscher Ingenieur und Marineoffizier, zuletzt Konteradmiral (Ing.) der Kriegsmarine.

## Leben
Max Adam trat im Oktober 1913 der Kaiserlichen Marine bei. Bis Oktober 1916 war er u. a. auf dem Linienschiff Kaiserin eingesetzt. Anschließend wurde er an die Ingenieur- und Deckoffizierschule nach Kiel kommandiert. Am 28. September 1917 wurde er dort zum Marine-Ingenieuraspirant befördert. Bis Kriegsende war er bei der U-Boot-Waffe eingesetzt.
Adam wurde in die Reichsmarine übernommen und hier erst am 1. Januar 1921 Leutnant (Ing.), dann am 1. Mai 1922 Oberleutnant (Ing.) und später noch am 1. April 1927 Kapitänleutnant (Ing.). Am 1. Juli 1933 wurde er zum Korvettenkapitän (Ing.) befördert.
In der Kriegsmarine war Adam 1936 als Verbandsingenieur im Stab des Führers der Torpedoboote. In gleicher Verwendung war er von Oktober 1938 bis März 1940 beim Befehlshaber der Aufklärungsstreitkräfte, ab November 1938 als Kapitän zur See. Von Mai 1940 bis Juni 1942 war er Ingenieuroffizier beim Stabe des Marinegruppenkommandos West. Anschließend kam er in das Oberkommando der Marine (OKM) und war von Juni 1942 bis August 1943 Chef der Abteilung für Betriebsstoffbewirtschaftung (Qu A III B). Am 1. Februar 1943 wurde er Konteradmiral (Ing.). Von Konteradmiral Gustav Lüttge übernahm Konteradmiral Adam anschließend erst die Leitung über Nachschubabteilung (Qu A III N) im Marinekommandoamt und ab Mitte April 1944 dann zusätzlich noch von Lüttge die Amtsgruppe für Nachschub und Betriebsstoffbewirtschaftung (Qu A III). In dieser Position blieb er bis Kriegsende. Nach Kriegsende kam er in Kriegsgefangenschaft, aus welcher er am 23. Juni 1947 entlassen wurde.
Von 1947 bis 1960 war Adam Mitarbeiter der BP Benzin und Petroleum Aktiengesellschaft (Hamburg).